# Big Indian
Koordinaten: 42° 6′ N, 74° 27′ W
Big Indian ist ein kleiner Weiler der zum Verwaltungsbezirk Town of Shandaken  im Ulster County im US-Bundesstaat New York gehört. Der Weiler liegt an der New York State Route 28 (NY 28) in den Catskill Mountains, innerhalb des Catskill State Parks ca. 4 km südwestlich des Ortes Shandaken und ungefähr 27 km westlich von Woodstock. Der ebenfalls zur Town of Shandaken gehörende Ort Pine Hill grenzt im Nordwesten an Big Indian, sein Ortskern aber liegt 4,5 km entfernt. Der Esopus Creek, ein Zufluss des Hudson Rivers, fließt nördlich und westlich an Big Indian vorbei, vom Süden kommend macht er westlich des Weilers bei Big Indian Hollow einen Knick nach Osten und fließt dann nördlich von Big Indian in Richtung Osten vorbei. Südwestlich liegt der Big Indian Mountain, dessen Gipfel 1128 m hoch ist. Der gesamte Verwaltungsbezirk Town of Shandaken hatte 2010 knapp über 3000 Einwohner.

## Herkunft des Namens
Laut Legende geht der Name auf eine unglückliche Liebesbeziehung zwischen einem Munsee Namens Winneesook, was „Schneefall bedeutet“, und einer Frau namens Gertrude Molyneux, die aus der Stadt stammen soll. Winneesook soll sieben Fuß (über 2,10 Meter) groß gewesen sein und wurde deshalb Big Indian genannt. Gertrude Molyneux’ Eltern waren gegen die Beziehung zu einem Wilden und sie arrangierten eine Zwangsheirat mit einem Joseph Bundy. Aber später brannte Gertrude Molyneux mit Winneesook durch und lebte mit ihm in den Wäldern, wo sie auch ihre Kinder bekamen. Weitere Jahre später wurde in der Stadt eine Kuh vermisst und der auf Rache sinnende Joseph Bundy beschuldigte den „großen Indianer“. Auf der Suche nach Winneesook schoss Bundy mit dem Gewehr auf ihn und verletzte ihn schwer. Winneesook flüchtete in ein Versteck bei einer Kiefer und wurde von Gertrude gefunden und starb in ihren Armen. An dem Ort entstand der Weiler Big Indian, die Kiefer sei um 1880 bei dem Bau einer Eisenbahn, der Ulster and Delaware Railroad, gefällt worden.

## Der Weiler
Der Weiler liegt im Big Indian Valley und besteht heute nur aus ein paar Häusern, die vor allem an der State Root 28, sowie an der County Road 47 liegen, die bei Big Indian die State Route kreuzt, sowie eine Station des United States Postal Service. Zusammen u. a. mit dem Weiler Oliverea hat Big Indian die Postleitzahl NY 12410, laut United States Census Bureau waren 2010 unter dieser Postleitzahl 397 Einwohner registriert.

## Das Klima
Diese klimatische Region ist von großen saisonalen Temperaturunterschiede bestimmt, mit warmen bis heißen und oft feuchten Sommern und kalten, manchmal sehr strengen Wintern. Gemäß der Klimaklassifikation nach Köppen und Geiger hat Big Indian ein feuchtes Kontinentalklima, abgekürzt „Dfb“ auf Klimakarten.

## Persönlichkeiten
- Lhasa de Sela (1972–2010), Sängerin